# 三井康壽
三井康壽（みつい やすひさ、1939年（昭和14年）6月17日 - ）は、日本の官僚。元国土事務次官。博士（工学）。

## 略歴
- 1962年（昭和37年） 国家公務員採用上級甲種試験（法律）合格
- 1963年（昭和38年）3月 東京大学法学部第2類（公法コース）卒業[1]
- 1963年（昭和38年）4月 建設省入省
- 1972年（昭和47年）12月16日 熊本県総務部人事課長
- 建設大臣官房会計課建設専門官
- 1979年（昭和54年）4月6日 建設大臣官房会計課企画官
- 茨城県企画部長
- 1983年（昭和58年）8月1日 建設省計画局宅地開発課長
- 建設省建設経済局宅地開発課長
- 1985年（昭和60年）10月1日 建設省住宅局民間住宅課長
- 1986年（昭和61年）6月17日 建設省住宅局住宅総務課長
- 1988年（昭和63年）10月1日 建設大臣官房文書課長
- 1990年（平成2年）7月3日 建設大臣官房審議官
- 1992年（平成4年）6月26日 建設省住宅局長
- 1994年（平成6年）7月1日 国土庁長官官房長
- 1995年（平成7年）6月22日 国土事務次官、総理府阪神・淡路復興対策本部事務局長併任
- 1996年（平成8年）7月2日 退官
- 1996年（平成8年）7月 国土庁顧問
- 1997年（平成9年）9月 地域振興整備公団副総裁
- 2000年（平成12年）6月 財団法人建設経済研究所理事長
- 2004年（平成16年）12月17日 博士（工学）（東京大学、学位論文「防災行政と都市づくりに関する研究――阪神・淡路大震災における神戸市の事例に基づいて」）[2]
- 2005年（平成17年）8月 住宅金融公庫副総裁
- 2007年（平成19年）4月 独立行政法人住宅金融支援機構副理事長
- 2009年（平成21年）11月3日 瑞宝重光章受章[3]
- 2014年（平成26年）5月27日 日本不動産学会会長[4]

## 著書
- 『防災行政と都市づくり――事前復興計画論の構想』（信山社、2007年）